# Henri Bléhaut
   Henri Paul Arsène Bléhaut est un contre-amiral et homme politique français, né à Lyon le 22 novembre 1889, et mort à Paris le 8 décembre 1962. Il fut Secrétaire d'État à la Marine et aux Colonies du 26 mars 1943 au 10 septembre 1944 dans le gouvernement de Vichy.

## Carrière militaire
- 1908 : entrée à l'École navale
- 1914 : affecté sur le contre-torpilleur Commandant-Rivière, il participa avec ce bâtiment aux opérations contre la flotte austro-hongroise en Adriatique, en particulier à l'évacuation de l'armée serbe. Son sang-froid au cours d'un combat de nuit le 22 décembre 1916 lui vaut une citation ;
- 1918 - 1927 : commandant des sous-marins  Cigogne, Clorindre, Joëssel et Requin ;
- 1927 : embarquement sur les bâtiments de surface, contre-torpilleur Panthère, croiseur léger Lamotte-Picquet ;
- Mai 1929 : commandant de la 11e division de torpilleurs en Méditerranée à bord du torpilleur L'Alcyon où il se révèle être « un officier exceptionnellement doué et un fin manœuvrier. »[3] ;
- 1932 - 1934 : chef d'état-major des Forces navales d'Extrême-Orient à bord du croiseur Primauguet ;
- 1936 - 1938 : commandant du contre-torpilleur Maillé-Brézé et d'une flottille de contre-torpilleurs ;
- 1938 : chef d'état-major de la préfecture maritime de Toulon ;
- 1939 - 1941 : chef d'état-major de la Flotte de la Méditerranée puis des Forces maritimes du Sud ;
- 1940 : promotion au grade de contre-amiral ;
- 1941 - 1942 : commandant de la 3e division de croiseurs sur la Marseillaise, à Toulon ;
- le 13 novembre 1942, quand les Alliés viennent de débarquer en Afrique du Nord, il tente en vain de convaincre l'amiral de Laborde, commandant en chef des forces de haute-mer, de faire appareiller la Flotte pour rallier les Alliés en Afrique du Nord ;
- à l'aube du 27 novembre 1942, alors que les forces allemandes arrivent dans l'arsenal de Toulon, il ordonne à ses croiseurs de se saborder.

## Carrière politique
En 1943, sollicité pour prendre le Secrétariat d'État à la Marine et aux Colonies, il hésite. Mais face aux craintes de voir tomber ce ministère dans des mains pro-allemandes, il prend finalement la décision d'accepter. Dès lors, « il ne cesse de mener une lutte de chaque instant contre les commissions allemandes et italiennes d'armistice, de saboter dans les arsenaux tout travail pour le compte de l'ennemi et de préserver le personnel de la Marine et des Colonies de tout envoi en Allemagne. Grâce à lui, la Sûreté navale travaille aux renseignements pour le compte des Alliés et l'infrastructure de la marine est relativement conservée. ».
Arrêté à Vichy le 20 août 1944 en même temps que le maréchal Philippe Pétain par le chef de la Gestapo à Vichy et la Feldgendarmerie allemande, il est conduit de force à Sigmaringen, en Allemagne. Les nouvelles autorités françaises le révoquent des cadres de la Marine en septembre 1944. L'amiral Bléhaut fait partie de la petite suite qui accompagne le maréchal Philippe Pétain lorsque ce dernier est évacué par les Allemands de Sigmaringen fin avril 1945 devant l'avance des Alliés. Après un passage en Suisse, le maréchal Pétain et sa suite se constituent prisonniers au poste frontière de Vallorbe quelques jours plus tard. L'amiral Bléhaut est alors incarcéré à la prison de Fresnes, en banlieue parisienne.
Mis en liberté provisoire en mars 1946, il décide de ne pas se présenter devant la Haute Cour de justice et se réfugie en Suisse. Reconnu coupable des crimes d'atteinte à la sûreté de l'État et d'indignité nationale par la Haute Cour, il est condamné par contumace à dix ans de prison et à la dégradation nationale à vie. Rentré volontairement en France en 1955, il se présente devant la Justice et est aussitôt acquitté par la Haute Cour, le 18 mars 1955. Le décret le révoquant est annulé par le Conseil d'État en mai 1956.
En 1946, le capitaine de corvette André Storelli, décoré de la médaille de la Résistance et qui sera plus tard amiral et chef d'état-major de la Marine (1970 - 1972), donne un témoignage sur les actions de l'amiral Bléhaut :
« J'affirme tout d'abord, amiral, que vous avez droit à la gratitude de la Résistance, au même titre que nous qui, pour avoir exécuté vos ordres, avons vu nos efforts officiellement récompensés. [...] Tous ceux qui vous ont connu et ont eu l'honneur de servir sous vos ordres, dans les circonstances difficiles où vous avez été leur chef, savent que votre action fut uniquement inspirée par le souci de défendre, dans votre sphère de commandement, ce qui restait de notre patrimoine maritime. Nul parmi eux n'a eu à rougir de ses actes en se conformant à vos ordres. [...] Vous leur donniez [à ces officiers] des directives et des conseils, soit de vive voix, soit par l'intermédiaire de votre état-major, en vue de lutter dans tous les domaines contre l'occupant. C'est avec votre accord entier que la Marine a spontanément et très largement mis à la disposition de la résistance les moyens dont elle disposait. [...] Je puis vous assurer que vous avez fait le maximum. [...] Au surplus, de nombreux adversaires, particulièrement soupçonneux à l'égard des marins, nous entouraient, et il était évident qu'une action plus directe vous eût aussitôt démasqué, entraînant la mainmise immédiate de l'ennemi sur les moyens précieux et efficaces dont vous disposiez encore. ».

## Décorations
- Légion d'honneur : Chevalier (16 juin 1920), Officier (21 décembre 1931), Commandeur (7 novembre 1942)[7]
- Croix de guerre 1914-1918 (1 citation)
- Valeur militaire - Argent ( Italie)
- Ordre du Sauveur - Officier ( Grèce)
- Étoile de Roumanie - Officier ( Roumanie)
- Ordre du Soleil Levant - 4e classe ( Japon)
- Ordre de Léopold - Commandeur ( Belgique)